# Kaiserliche Werft Kiel

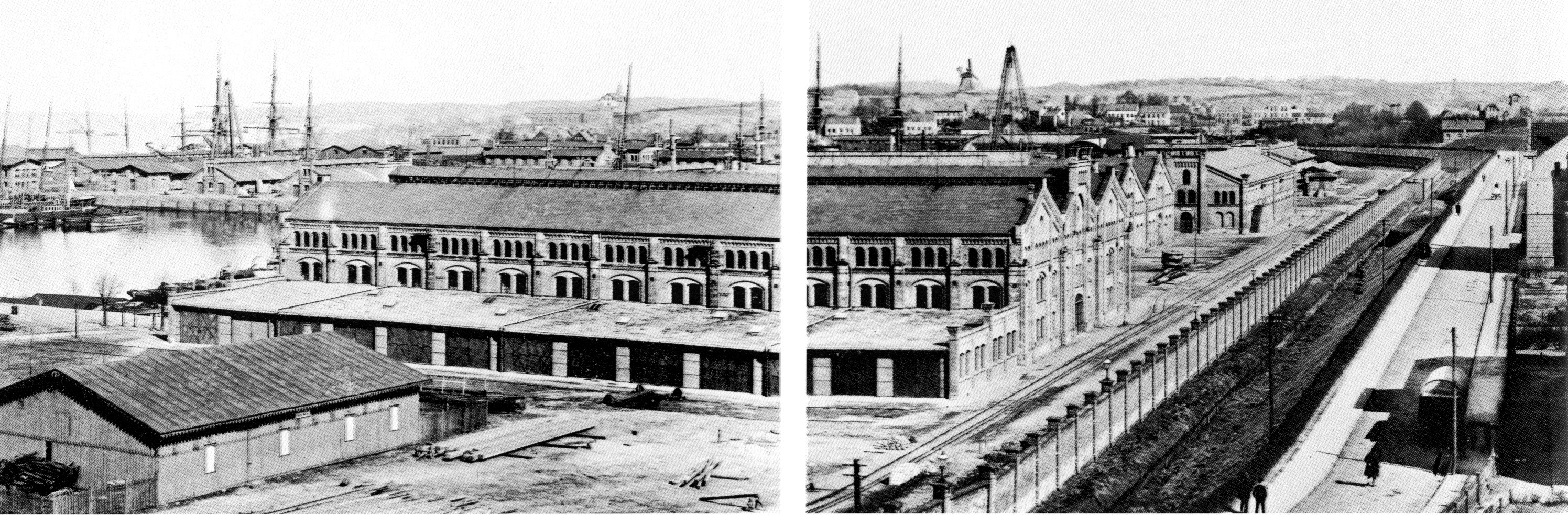
Kaiserliche Werft Kiel

Die Kaiserliche Werft Kiel (KWK von 1867 bis 1920) war neben der Kaiserlichen Werft Danzig und der Kaiserlichen Werft Wilhelmshaven eine von drei Werften, die für die Marine des Deutschen Kaiserreichs Kriegsschiffe und im Ersten Weltkrieg auch Marineflugzeuge produzierte. Die bei der KW Kiel gefertigten vier Wasserflugzeuge trugen die Kennungen: 463–466. Die beiden Werften in Kiel und Danzig bauten als älteste der drei Werften auch für die Marine des Norddeutschen Bundes.

## Auftrag

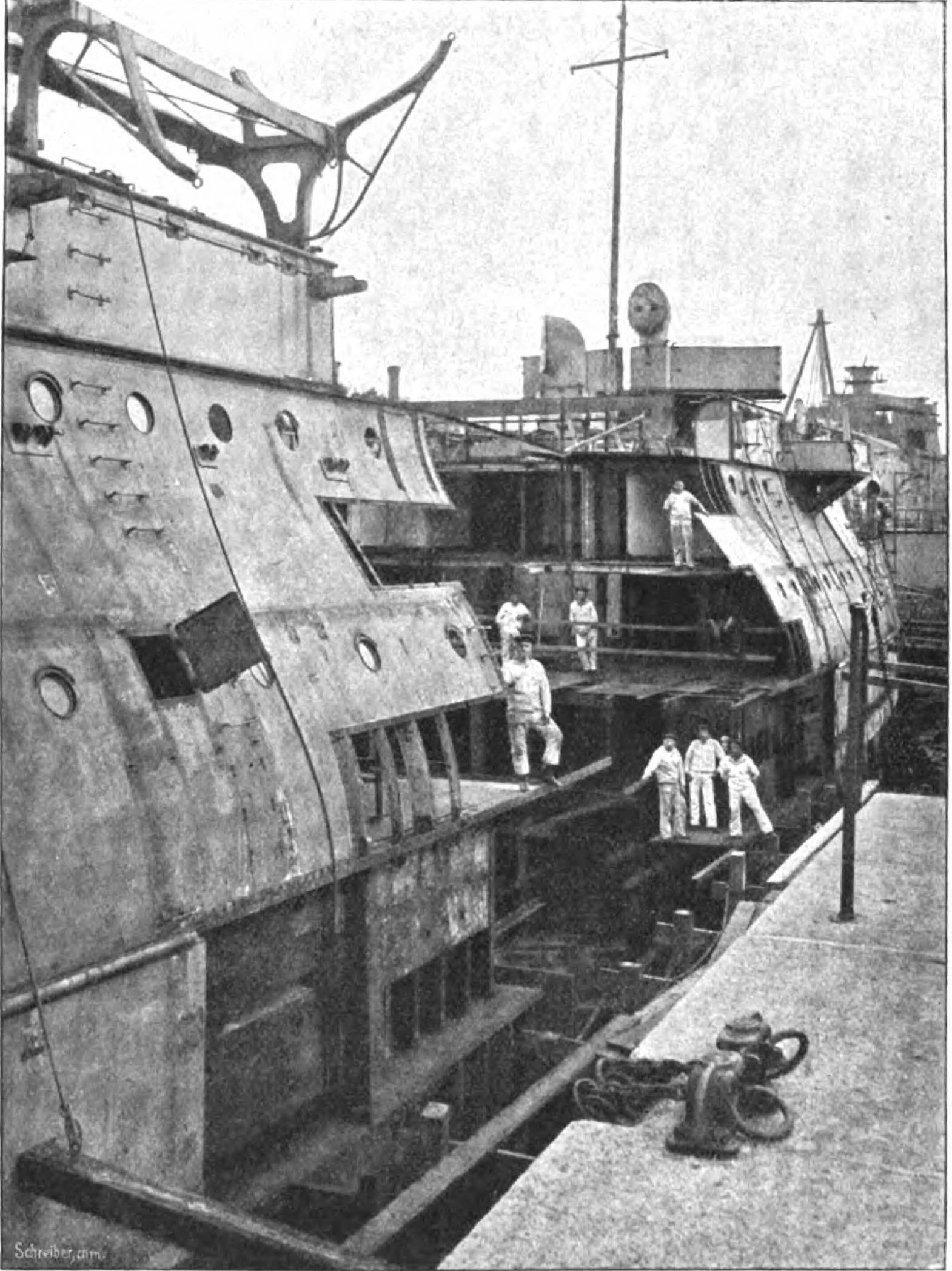
Verlängerung des Küstenpanzerschiffs Hagen 1899. Abbildung aus der Zeitschrift Die Gartenlaube.

Die Kieler Werft baute fast durchweg nur größere Schiffe – wie Kreuzer – für die Kaiserliche Marine und erhielt erst gegen Ende des Ersten Weltkriegs einen Auftrag über die Herstellung eines Turbinen-U-Kreuzers. So war sie verantwortlich für den Neubau von Schiffen, die Instandsetzung sowie die Erstellung und Verbesserung der allgemeinen Ausrüstung aller Schiffe der Kaiserlichen Marine, wobei der Neubau von Schiffen nur einen geringen Teil der Arbeitsleistung der Werft ausmachte. Da die Kaiserlichen Werften streng militärisch organisiert und geleitet wurden, war der Werftdirektor auch ein Marineoffizier, die betriebswirtschaftliche Leistung war entsprechend geringer als auf privatwirtschaftlich organisierten Werften, da die Marinewerften neben Neubauten auch Aufgaben der Instandsetzung und Materialbevorratung zu gewährleisten hatten. Vor der Germaniawerft und den Howaldtswerken war die Kaiserliche Werft Kiel die größte in Kiel ansässige Werft und beschäftigte 1882 mit rund 3.500 Menschen dreimal so viel Arbeiter wie die Howaldtswerke.

## Geschichte
Um 1865 errichtete das Königreich Preußen bereits ein Militärdepot an der Schwentine in Kiel. 1867 wurde Kiel zum Kriegshafen des Norddeutschen Bundes und damit einhergehend entstand auch die Marinewerft des Norddeutschen Bundes als Königliche Werft Kiel. Diese wurde auf dem ehemaligen Gelände der von Georg Howaldt zuvor gegründeten Werft errichtet, nachdem dieser mit seiner Werft an die Schwentinemündung umgezogen war. Mit Ausrufung des Deutschen Kaiserreichs am 18. Januar 1871 wurde die Marine des Norddeutschen Bundes zur Kaiserlichen Marine und die Königlichen Werften wurden in Kaiserliche Werften umbenannt.

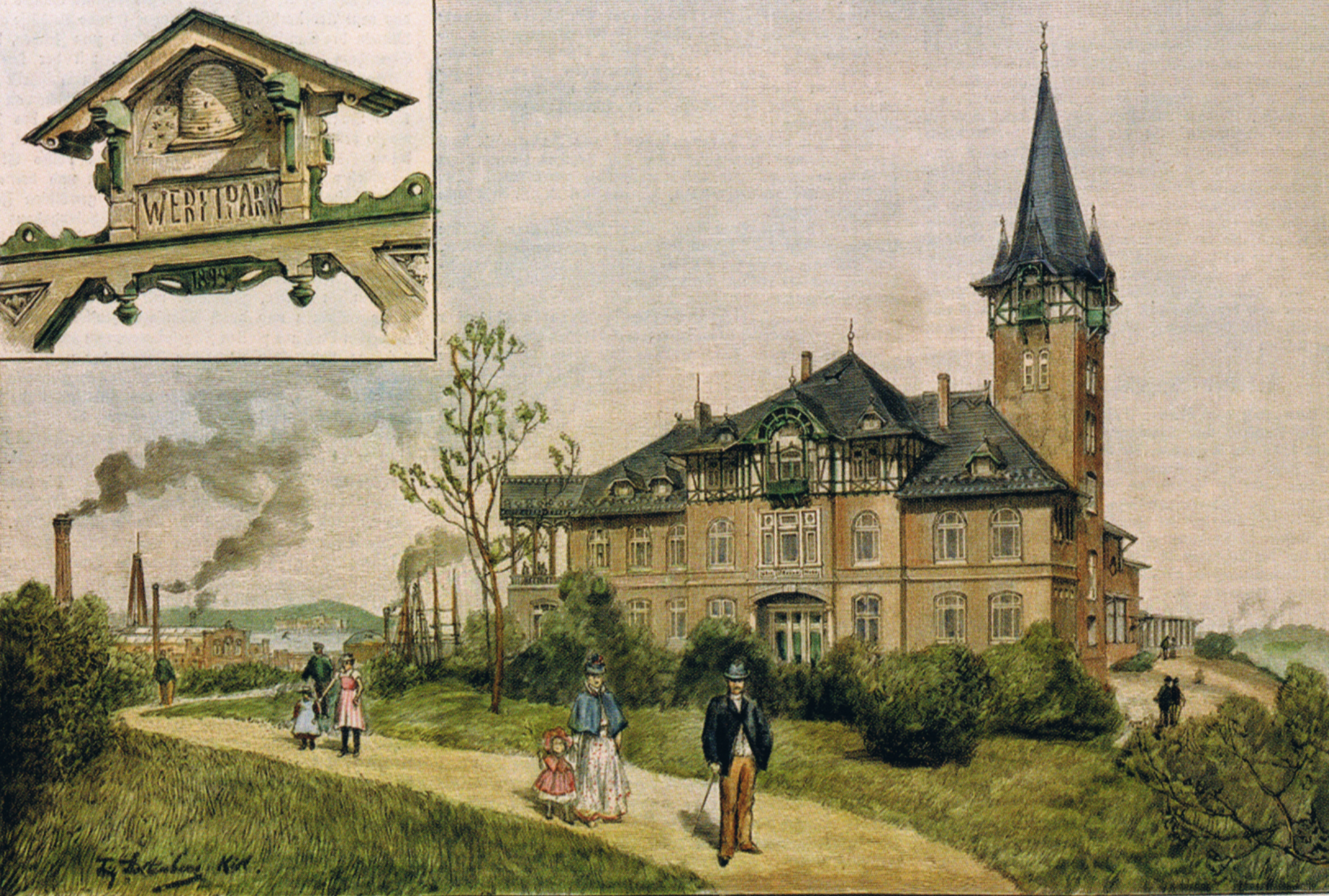
Hauptgebäude des Arbeiterparks der Kaiserlichen Werft Kiel, kolorierter Holzstich von Fritz Stoltenberg, 1901

Als 1895 schließlich der Kaiser-Wilhelm-Kanal fertiggestellt wurde, zog 1899 die Kaiserliche Werft Kiel nach Kiel-Gaarden-Ost um. In den Jahren 1899 bis 1904 dehnte sich die Fläche der Werft so weit aus, dass die Germaniawerft im Süden einen Teil ihres Geländes an die Kaiserliche Werft abtreten musste. Auch nach Norden wuchs der Betrieb weiter und 1904 verschwanden mit dem Ausbau der Werft die letzten Reste des alten Fischerdorfes Ellerbek. Zur Verbindung beider Werftteile wurde 1910 die Schwebefähre fertiggestellt, die bald ein Wahrzeichen Kiels war.
Nach Ende des Ersten Weltkriegs und der endgültigen Auflösung der Kaiserlichen Werften 1920 wurde aus der Kaiserlichen Werft Kiel zunächst die Reichswerft Kiel. Sie war ab 1925 als Deutsche Werke Kiel AG (DWK) Teil der Deutsche Werke AG in Berlin.

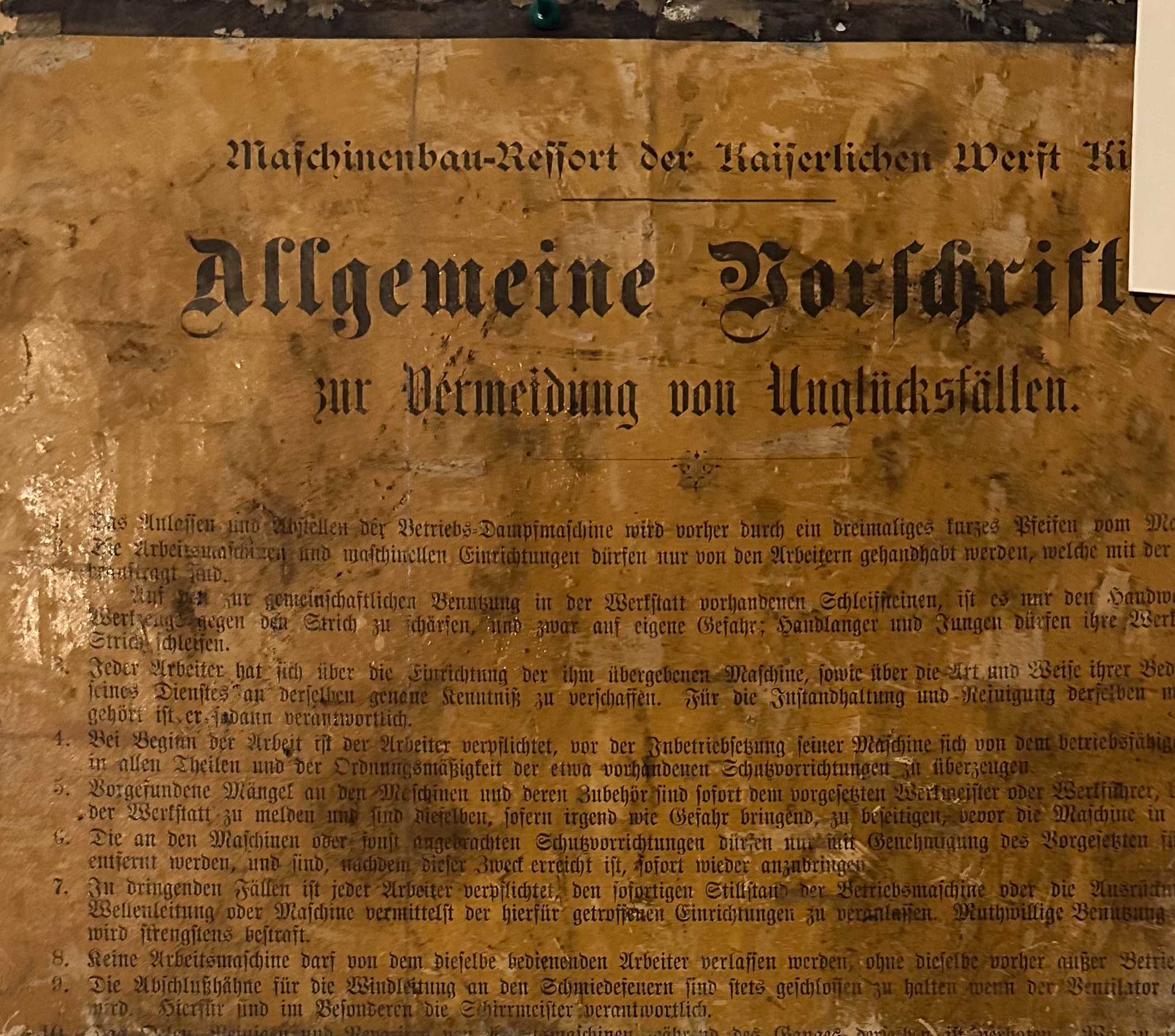
Allgemeine Arbeitsvorschriften in der Kaiserlichen Werft

## Gliederung
- Zentralabteilung
- Ausrüstungsressort
- Artillerieressort
- Torpedoressort
- Navigationsressort
- Zweigstelle der Schiffsbesichtigungskommission Hamburg

zusätzlich ab 1918:
- Scheibenhulk Schwalbe
- Wohnschiff für Torpedobootsbesatzungen Hansa
- U-Bootswohnschiff Mecklenburg

## Oberwerftdirektoren
- unbekannt
- Fregattenkapitän/Kapitän zur See Johannes Weickhmann: von Oktober 1872 bis Dezember 1877
- Kapitän zur See Max von der Goltz: von 1878 bis 1881
- Kapitän zur See/Konteradmiral Heinrich Kühne: von Oktober 1881 bis Februar 1885
- Kapitän zur See Bartholomäus von Werner: von Februar 1885 bis September 1887
- Kapitän zur See Hans von Koester: von September 1887 bis März 1889
- Kapitän zur See/Konteradmiral Victor Valois: von März 1889 bis März 1890
- Kapitän zur See/Konteradmiral Otto von Diederichs: von März 1890 bis Januar 1894
- Kapitän zur See Otto Diederichsen: von Januar 1894 bis 1897
- Kapitän zur See Hunold von Ahlefeld: von 1897 bis Oktober 1901
- Konteradmiral Max von Fischel: von Oktober 1901 bis Juni 1904
- Konteradmiral Georg Scheder: von Juni 1904 bis Januar 1906
- Konteradmiral/Vizeadmiral Guido von Usedom: von Januar 1906 bis 29. Juni 1910
- Konteradmiral/Vizeadmiral/Admiral Konrad von Henkel-Gebhardi: von 29. Juni 1910 bis Oktober 1918
- unbekannt
- Kapitän zur See Hermann Bauer: von Oktober 1919 bis zur Auflösung